# Richenel Doran
Richenel Cristino Doran (nacido el 16 de julio de 1978) es un futbolista internacional de Curazao que juega como defensa lateral. Su actual equipo es el CRKSV Jong Holland de la primera división del Fútbol de las Antillas Neerlandesas.

## Trayectoria
- CSD Barber  2002-2012

- CRKSV Jong Holland  2012-presente